# Kent Messenger Millennium Bridge
Die Kent Messenger Millennium Bridge ist eine Fußgängerbrücke über den Medway in Maidstone in England. Sie verbindet das Gallagher Stadium am östlichen Ufer mit dem Whatman Park und verschiedenen Schulgebäuden am westlichen Ufer.
Ihr Bau wurde vom Maidstone Borough Council, der UK Millennium Commission und zu einem Teil von dem Medienunternehmen Kent Messenger Group finanziert.
Die von dem Architekten Cezary M. Bednarski und dem Brückenbauingenieur Jiří Stráský entworfene und 2001 fertiggestellte Brücke ist die erste und bisher wohl auch einzige Spannbandbrücke mit einem Knick im Grundriss.
Die Brücke ist insgesamt 101,5 m lang und 3,1 m breit. Sie überquert den Fluss mit einer 49,5 m langen Öffnung, wo sie sich mit einer geraden Treppe trifft, die von einer Plattform am Ufer zu ihr hinaufführt und deren oberes Podest von einem stählernen Rundstab gestützt wird. Dort macht sie einen Knick von 25° und erreicht mit einem weiteren Feld von 37,5 m Länge das Hochufer auf der anderen Seite. Die Spannbänder sind in den Widerlagern an den Hochufern und an dem oberen Treppenpodest verankert. Sie bestehen aus Tragseilen, an die muldenförmige vorgefertigte Betonplatten gehängt wurden, die nach Verlegung der Spannglieder mit Ortbeton verfüllt und anschließend vorgespannt wurden.